# Sekobarbital

Strukturformel för sekobarbital.

Sekobarbital, summaformel C12H18N2O3, är ett sömnmedel som tillhör gruppen barbiturater.
Det aktiva ämnet har en ganska kortvarig effekt, ungefär 3–6 timmar. Ämnet har sålts under varumärkena Seconal och Tuinal. I Sverige var varumärkena bland annat Seonal och Dormin.
Ämnet är beroendeframkallande. Den som försöker komma ur ett beroende kommer troligtvis att drabbas av abstinensbesvär, till exempel oro, ångest och brist på aptit.
Sekobarbital är narkotikaklassat och ingår i förteckning P II i 1971 års psykotropkonvention, samt i förteckning II i Sverige.
Sedan bensodiazepinerna uppfanns på 1960-talet har användandet av sekobarbital minskat avsevärt.